# We No Who U R
We No Who U R - singel australijskiej alternatywnej grupy rockowej, Nick Cave and the Bad Seeds, zapowiadający ich piętnasty album studyjny pt. "Push the Sky Away" (piosenka otwiera płytę).

## Notowania
| Lista (2013)                       | Najwyższa pozycja |
| ---------------------------------- | ----------------- |
| Lista Przebojów Programu Trzeciego | 19                |

## Teledysk
Obraz wyreżyserowany przez Gaspara Noé został opublikowany w serwisie YouTube dnia 4 stycznia 2013. Trwa 4:06.